# Maoriella edentata
Maoriella edentata är en mångfotingart som först beskrevs av Carl Graf Attems 1947.  Maoriella edentata ingår i släktet Maoriella och familjen storjordkrypare. Inga underarter finns listade i Catalogue of Life.